# Namaitamí
Namaitamí, en la mitología talamanqueña, es una divinidad de los panteones bribri y cabécar. 
Simboliza a la danta o tapir, y es la hermana del creador del mundo Sibö. Además es la madre de la niña tierra (Irìria en bribri, y Sulára en cabécar), e hija de Namásia. Namaitamí es muy primitiva y no usa ropa. Junto con su madre y su hija, vive en el inframundo. 
La versión bribrí señala que ella sueña la visita de su hermano Sibö y efectivamente él llega a su casa con el fin de invitarla a una fiesta para que sirva el chocolate, y así distraerla para llevarse a su hija. La señora Namaitamí se niega, pero él la convence con el pretexto de que la va a casar con unos buenos hombres, y esa es la razón por la que sólo ciertos clanes pueden comer danta. Namaitamí es engañada por Sibö varias veces con el plan de poner figuras falsas de él y de otra gente, y cuando ella llega a su casa por los ruidos que provenían de ella, definitivamente ya se había llevado a la niña tierra.
Por su parte, los cabécares dicen que ella es invitada a recoger cacao y, al oír los fuertes sonidos producidos por Talá Yekela, regresa a su casa y encuentra a su madre medio muerta; además, es engañada mediante una muñeca idéntica a su hija: al abrazar Namaitamí a la que cree su hija, la niña queda atrapada en la muñeca. 